# Dicrastylis

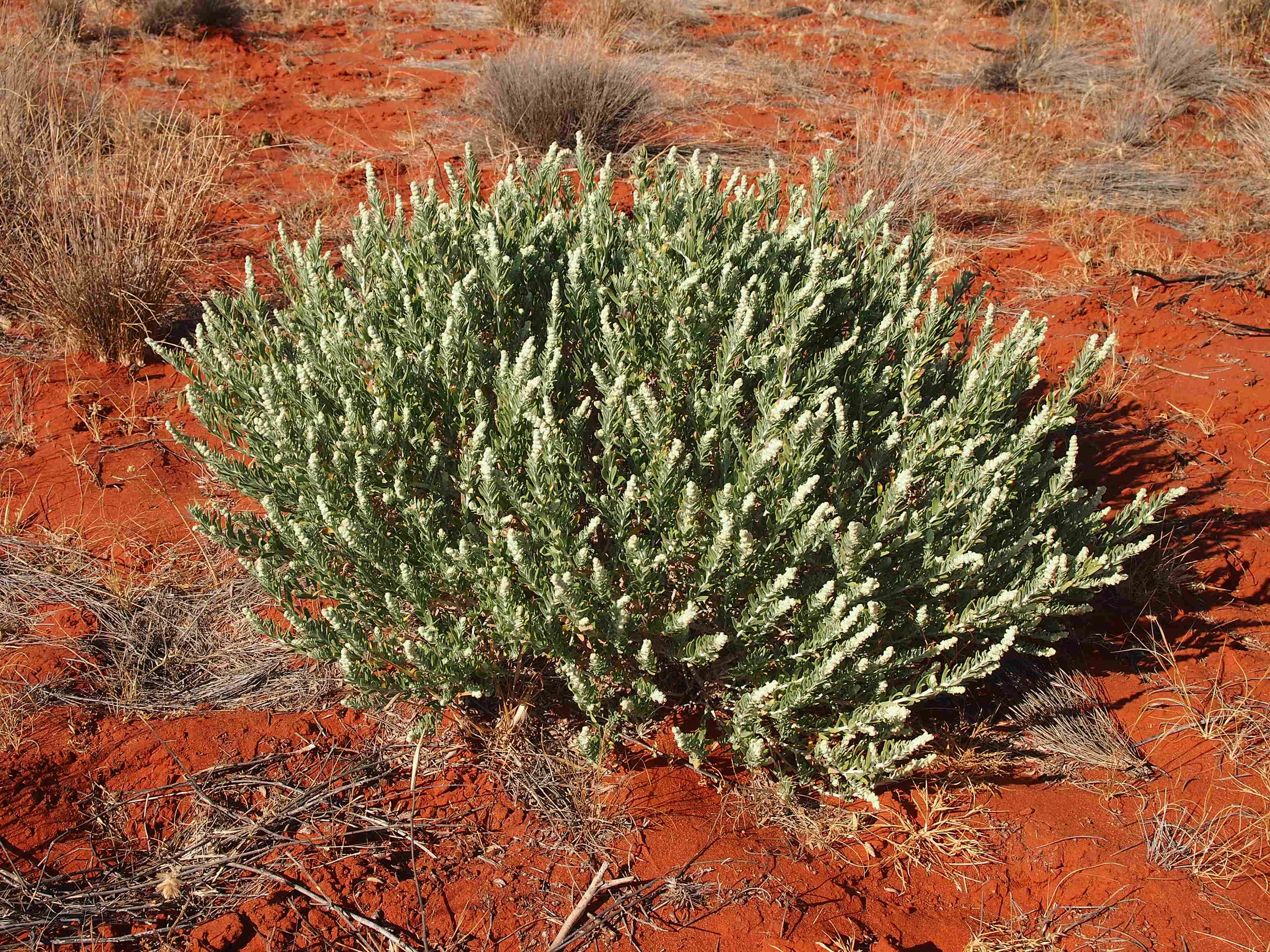
Otro ejemplo: vista general de Dicrastylis costelloi en su hábitat, los Red sands de las zonas desérticas y subdesérticas de Australia.

Dicrastylis es un género de plantas con flores   pertenecientes a la familia de las lamiáceas. Comprende 51 especies descritas y, de estas, solo 34 aceptadas. Es endémico de Australia, esencialmente central y occidental, donde recibe el nombre global de Bee killers (Matabejas).

## Descripción
Se trata de arbustos o subarbustos siempreverdes de hasta 1,2m de alto, con tallos erectos ramificados, de sección más o menos circulares, cubiertos de un denso indumento lanudo de pelos dendroides. Las hojas, pecioladas o no, son sésiles, decusadas o verticiladas, eventualmente subalternas, con limbo de bordes enteros o serrados, llanos o revolutos. Las inflorescencias son cimosas, sésiles o pedunculadas, piramidales o espigadas con flores hermafroditas bracteoladas, más o menos actinomorficas, de cáliz tubular pentalobulado y peludo exteriormente, y corola, sésil o con pedicelo, también con 5 lóbulos distales enteros o dentados apicalmente, iguales entre ellos, de color blanco, malva o purpúrea, peludo interiormente. Corola como cáliz son interiormente peludos. El androceo tiene generalmente 5 estambres y el ovario, cuadrilocular, es liso y con un estilo profundamente bífido. El fruto es un núcula cuadrilocular indehiscente, seca y globosa, con 1 o 2 semillas.

## Taxonomía
El género fue descrito por James Drummond ex William Henry Harvey y publicado en Hooker's Journal of Botany and Kew Garden Miscellany, vol. 7, p. 56 en 1855. La especie tipo es  Dicrastylis fulva J.R. Drumm. ex Harv.
Etimología
- Dicrastylis: palabra construida por los vocablos griegos δίχροός, -ούς, doble, de dos puntas, hendido y στηως, columna, punta, estilo, punzón; o sea «de estilo bifurcado», lo que es uno de los caracteres distintivos del género.[12]

## Sudivisiones infragenéricas (secciones y especies aceptadas)
El género ha sido subdividido en 5 secciones según las afinidades mutuas de sus especies, diferenciándose entre ellas dichas secciones por las inflorescencias y los caracteres morfológicos de la corola.
Dicrastylis sect. Corymbosae Munir, 1978
- Dicrastylis globiflora (Endl.) Rye
- Dicrastylis reticulata Drumm. ex Harv.
- Dicrastylis rugosifolia (Munir) Rye
- Dicrastylis corymbosa (Endl.) Munir
- Dicrastylis velutina Munir

Dicrastylis sect. Dicrastylis Munir,1978
- Dicrastylis archeri Munir
- Dicrastylis fulva Drumm. ex Harv.
- Dicrastylis georgei Munir
- Dicrastylis incana Munir
- Dicrastylis linearifolia Munir
- Dicrastylis maritima Rye & Trudgr.
- Dicrastylis micrantha Munir
- Dicrastylis microphylla Munir
- Dicrastylis obovata Munir
- Dicrastylis parvifolia F.Muell.
- Dicrastylis petermannensis Munir
- Dicrastylis soliparma Rye & Trudgr.

Dicrastylis sect. Pyramidatae Munir, 1978
- Dicrastylis brunnea Munir
- Dicrastylis capitellata Munir
- Dicrastylis flexuosa (M.P.Price) C.A.Gardner
- Dicrastylis lewellinii (F.Muell.) F.Muell.
- Dicrastylis nicholasii F.Muell.
- Dicrastylis cordifolia Munir
- Dicrastylis exsuccosa (F.Muell.) Druce
- Dicrastylis gilesii F.Muell.
- Dicrastylis kumarinensis Rye
- Dicrastylis subterminalis Rye

Dicrastylis sect. Spicatae Munir, 1978
- Dicrastylis beveridgei F.Muell.
- Dicrastylis costelloi F.M.Bailey
- Dicrastylis cundeeleensis Rye
- Dicrastylis doranii F.Muell.
- Dicrastylis mitchellii Rye
- Dicrastylis sessilifolia Munir

Dicrastylis sect. Verticillatae Munir, 1978
- Dicrastylis verticillata J.M.Black